# Беллоуз, Брайан
Бра́йан Бе́ллоуз (англ. Brian Bellows; 1 сентября 1964, Сент-Катаринс, Онтарио, Канада) — бывший канадский хоккеист, нападающий. Беллоуз играл в Национальной хоккейной лиге за клубы «Миннесота Норт Старз», «Монреаль Канадиенс», «Тампа Бэй Лайтнинг», «Майти Дакс оф Анахайм» и «Вашингтон Кэпиталс». Беллоуз — обладатель Кубка Стэнли 1993 года в составе «Монреаль Канадиенс».

## Биография

### Игровая карьера
Беллоуз начинал свою юношескую карьеру в клубе Хоккейной лиги Онтарио «Китченер Рейнджерс». В 1981 году во время выступления за «Китченер» 17-летний Беллоуз был упомянут в журнале «Sports Illustrated» как «самый многообещающий игрок после Уэйна Гретцки».
Беллоуз был задрафтован в 1982 году клубом НХЛ «Миннесота Норт Старз» под общим 2-м номером. Этот выбор драфта «Миннесота» получила от сделки с «Детройт Ред Уингз» с расчётом на получение Беллоуза: тогдашний генеральный менеджер «Миннесоты» Лу Нанн обменял Дона Мёрдока, Грега Смита и выбор в первом раунде драфта (Мюррея Крейвена) в «Детройт» на выбор драфта, которым и оказался Беллоуз. С самого начала карьеры в НХЛ Беллоуза начали сравнивать с Гретцки; груз ответственности и волна критики неблагоприятно отразились на показателях новичка Беллоуза в начале его первого сезона. Тем не менее, вторую половину сезона 1982-83 Беллоузу удалось провести хорошо и в итоге закончить регулярный сезон с 35 голами на счету. В плей-офф Беллоуз набрал 9 очков (5 голов + 4 голевые передачи) в 9 матчах.
Беллоуз провёл в составе «Миннесоты» 10 сезонов, сыграв 753 матча и забросив 342 шайбы. В сезоне 1989-90 он установил личный рекорд по количеству заброшенных шайб за сезон — 55. В плей-офф сезона 1990-91 Беллоуз набрал 29 очков, установив рекорд для игроков «Миннесоты» по количеству очков в плей-офф за карьеру и выведя «Звёзд» в финал Кубка Стэнли, где они уступили «Питтсбург Пингвинз».
В течение части сезона 1983/84 Беллоуз временно заменял травмированного Крейга Хартсбурга на посту капитана «Миннесоты». Беллоуз стал капитаном в возрасте 19 лет и 4 месяцев, будучи моложе Сидни Кросби, когда тот стал капитаном «Питтсбург Пингвинз» в середине 2000-х годов. Однако, поскольку Беллоуз был временным капитаном, самым молодым капитаном в истории НХЛ считается Кросби.
31 августа 1992 года Беллоуз был обменян в «Монреаль Канадиенс» на Расса Куртнолла. Сначала Беллоуз был недоволен предстоящей сделкой, но потом все же решил использовать шанс поиграть в составе «Монреаль Канадиенс». После перехода в «Канадиенс» Беллоуз заявил:

Я надеюсь, что забью больше, чем в прошлом году. Я хочу доказать, что ещё способен играть на хорошем уровне. Я был шокирован [обменом], но я доволен новыми переменами. Моим кумиром был Кен Драйден. Играть за «Канадиенс» — это мечта каждого мальчишки.
Оригинальный текст (англ.)"I hope to score more than last year. I want to come in and prove I can still play to the levels expected. I was shocked [about the trade] but I'm excited about the new change. My idol was Ken Dryden. It's every kid's dream to play for the Canadiens."

В регулярном сезоне 1992/93 он набрал 88 очков, что стало вторым показателем в его карьере, а его 15 очков в плей-офф помогли «Монреалю» выиграть Кубок Стэнли.
В конце своей карьеры Беллоуз играл за клубы «Тампа-Бэй Лайтнинг», «Майти Дакс оф Анахайм» и «Вашингтон Кэпиталз». В сезоне 1997/98 в составе «Вашингтона» Беллоуз играл в финале Кубка Стэнли, где «Кэпиталз» уступили «Детройту». В овертайме шестой игры первого раунда плей-офф против «Бостон Брюинз» Беллоуз забросил решающую шайбу, выведшую «Вашингтон» во второй раунд. Сезон 1998/99 стал последним в карьере Беллоуза. 2 января 1999 года он набрал 1000-е в карьере очко в регулярных сезонах, став 54-м по счёту игроком НХЛ, достигшим этой отметки.

### Достижения
- Обладатель Джордж Парсонс Трофи в 1982 году.
- Обладатель Кубка Канады 1984.
- Обладатель Кубка Стэнли 1993 года в составе «Монреаль Канадиенс».
- Участник Матча всех звёзд НХЛ в 1984, 1988 и 1992 годах.

### Статистика
| 1980–81     | Китченер Рейнджерс    | OHL         | 66   | 49  | 67  | 116  | 23  | 16  | 14 | 13 | 27  | 13  |
| 1981–82     | Китченер Рейнджерс    | OHL         | 47   | 45  | 52  | 97   | 23  | 15  | 16 | 13 | 29  | 11  |
| 1982–83     | Миннесота Норт Старз  | НХЛ         | 78   | 35  | 30  | 65   | 27  | 9   | 5  | 4  | 9   | 18  |
| 1983–84     | Миннесота Норт Старз  | НХЛ         | 78   | 41  | 42  | 83   | 66  | 16  | 2  | 12 | 14  | 6   |
| 1984–85     | Миннесота Норт Старз  | НХЛ         | 78   | 26  | 36  | 62   | 72  | 9   | 2  | 4  | 6   | 9   |
| 1985–86     | Миннесота Норт Старз  | НХЛ         | 77   | 31  | 48  | 79   | 46  | 5   | 5  | 0  | 5   | 16  |
| 1986–87     | Миннесота Норт Старз  | НХЛ         | 65   | 26  | 27  | 53   | 34  | —   | —  | —  | —   | —   |
| 1987–88     | Миннесота Норт Старз  | НХЛ         | 77   | 40  | 41  | 81   | 81  | —   | —  | —  | —   | —   |
| 1988–89     | Миннесота Норт Старз  | НХЛ         | 60   | 23  | 27  | 50   | 55  | 5   | 2  | 3  | 5   | 8   |
| 1989–90     | Миннесота Норт Старз  | НХЛ         | 80   | 55  | 44  | 99   | 72  | 7   | 4  | 3  | 7   | 10  |
| 1990–91     | Миннесота Норт Старз  | НХЛ         | 80   | 35  | 40  | 75   | 43  | 23  | 10 | 19 | 29  | 30  |
| 1991–92     | Миннесота Норт Старз  | НХЛ         | 80   | 30  | 45  | 75   | 41  | 7   | 4  | 4  | 8   | 14  |
| 1992–93     | Монреаль Канадиенс    | НХЛ         | 82   | 40  | 48  | 88   | 44  | 18  | 6  | 9  | 15  | 18  |
| 1993–94     | Монреаль Канадиенс    | НХЛ         | 77   | 33  | 38  | 71   | 36  | 6   | 1  | 2  | 3   | 2   |
| 1994–95     | Монреаль Канадиенс    | НХЛ         | 41   | 8   | 8   | 16   | 8   | —   | —  | —  | —   | —   |
| 1995–96     | Тампа Бэй Лайтнинг    | НХЛ         | 79   | 23  | 26  | 49   | 39  | 6   | 2  | 0  | 2   | 4   |
| 1996–97     | Тампа Бэй Лайтнинг    | НХЛ         | 7    | 1   | 2   | 3    | 0   | -   | -  | -  | -   | -   |
| 1996–97     | Майти Дакс оф Анахайм | НХЛ         | 62   | 15  | 13  | 28   | 22  | 11  | 2  | 4  | 6   | 2   |
| 1997–98     | Берлин Кэпиталс       | DEL         | 31   | 15  | 17  | 32   | 18  | —   | —  | —  | —   | —   |
| 1997–98     | Вашингтон Кэпиталс    | НХЛ         | 11   | 6   | 3   | 9    | 6   | 21  | 6  | 7  | 13  | 6   |
| 1998–99     | Вашингтон Кэпиталс    | НХЛ         | 76   | 17  | 19  | 36   | 26  | —   | —  | —  | —   | —   |
| Всего в НХЛ | Всего в НХЛ           | Всего в НХЛ | 1188 | 485 | 537 | 1022 | 718 | 143 | 51 | 71 | 122 | 143 |

| Год   | Команда | Турнир | Игры | Г  | П  | Очки | Штраф |
| ----- | ------- | ------ | ---- | -- | -- | ---- | ----- |
| 1984  | Канада  | КК     | 5    | 0  | 1  | 1    | 0     |
| 1987  | Канада  | ЧМ     | 10   | 1  | 3  | 4    | 8     |
| 1989  | Канада  | ЧМ     | 10   | 8  | 6  | 14   | 2     |
| 1990  | Канада  | ЧМ     | 8    | 3  | 6  | 9    | 8     |
| Всего | Всего   | Всего  | 33   | 12 | 16 | 28   | 18    |